# Čížová
Čížová je obec v okrese Písek v Jihočeském kraji. Nachází se sedm kilometrů severozápadně od Písku. Obec zaujímá rozlohu 36,10 km² a žije v ní přibližně 1 400 obyvatel. Kromě základní školy se v obci nachází také pošta a zdravotnické zařízení. Obec má kanalizaci a vodovod, a je plynofikována. Čížová má napojení na železniční trať Zdice–Protivín.

## Historie
První písemná zmínka o Čížové pochází z roku 1316. Vesnice byla původně královským majetkem a zdejší dvůr sloužil jako hospodářské zázemí pro hrad Písek. Později přešel statek do majetku města Písek, kterému byl zabaven za účast v protihabsburském povstání v roce 1547.
Roku 1560 ves koupil Jan starší Deym ze Stříteže. V závěru 16. století jeho nejstarší syn Mikuláš Deym pravděpodobně vystavěl tvrz s kaplí.
Roku 1960 byla celá obec Nová Ves přejmenována na Čížová.

## Obyvatelstvo
| Rok            | 1869  | 1880  | 1890  | 1900  | 1910  | 1921  | 1930  | 1950  | 1961  | 1970 | 1980 | 1991 | 2001 | 2011 | 2021  |
| -------------- | ----- | ----- | ----- | ----- | ----- | ----- | ----- | ----- | ----- | ---- | ---- | ---- | ---- | ---- | ----- |
| Počet obyvatel | 1 485 | 1 620 | 1 622 | 1 526 | 1 487 | 1 481 | 1 395 | 1 110 | 1 089 | 944  | 935  | 854  | 820  | 820  | 1 330 |
| Počet domů     | 184   | 202   | 207   | 217   | 223   | 227   | 266   | 329   | 281   | 271  | 270  | 260  | 373  | 373  | 516   |

## Obecní správa

### Části obce
Obec Čížová se skládá ze sedmi částí na šesti katastrálních územích.
- Borečnice
- Bošovice v katastrálním území Bošovice u Čížové
- Krašovice v katastrálním území Krašovice u Čížové
- Nová Ves a Čížová v katastrálním území Nová Ves u Čížové
- Topělec
- Zlivice

Od 1. ledna 1988 do 28. února 1990 k obci patřily i Kožlí u Čížové, Křešice, Malčice, Podolí II, Předotice, Soběsice, Šamonice, Třebkov a Vadkovice.

### Obecní symboly
Znak a vlajka byly obci uděleny rozhodnutím předsedy Poslanecké sněmovny Parlamentu České republiky dne 22. listopadu 2001.

## Pamětihodnosti
- Zámek v Čížové je renesanční ze druhé poloviny 16. století. V přilehlé hospodářské budově funguje Pivovar Čížová.V zámku je minipivovar.[9]
- Kostel svatého Jakuba – kostel byl založen již jako gotický roku 1407, v předsíni kostela se nachází náhrobní kámen rytíře Ludvíka Loreckého a jeho dvou synů, kteří byli zavražděni poddanými roku 1571. Kostel se nachází v dominantní poloze na návrší nad obcí.
- Kaple svaté Barbory je hřbitovní kaple z roku 1759. Stojí na hřbitově u kostela.
- Dřevěná zvonice na zděné podezdívce z první poloviny šestnáctého století. Leží též na hřbitově u kostela.
- Bývalý špitál z let 1762–1763.
- Bývalý pivovar ze druhé poloviny sedmnáctého století
- Klášter sester Kongregace Nejsvětější Svátosti založený roku 1901, byl zrušen roku 1948.
- Dřevěný kříž - byl postaven na hromadném hrobě francouzských pěšáků, kteří padli v tzv. bitvě u Čížové s Rakušany roku 1741. Stojí poblíž železničního přejezdu.
- Smírčí kříž se nalézá po levé straně silnice z obce směrem na křižovatku Nová hospoda, nedaleko od kaple.
- Před farou se nalézá kovový kříž na kamenném podstavci. Nápis na kříži: „Chvála Kristu.“[10]
- Po levé straně silnice z obce směrem na křižovatku Nová hospoda, pod místním hřbitovem se nachází kamenný kříž s kovovým korpusem Krista.[10]
- Vedle vchodu na hřbitov u svatého Jakuba je po pravé straně umístěný kamenný kříž s plechovým tělem Krista. Vročení: 1858.[11]
- Pod kostelem svatého Jakuba Většího u pěšiny směrem k obci je po levé straně umístěný kovový kříž na kamenném podstavci. Vročení: 1873.[11]
- Po pravé straně silnice z obce směrem na křižovatku Nová hospoda se na okraji lesa nalézá kamenný kříž s plechovým korpusem Krista. Vročení 1859.[11]

## Galerie

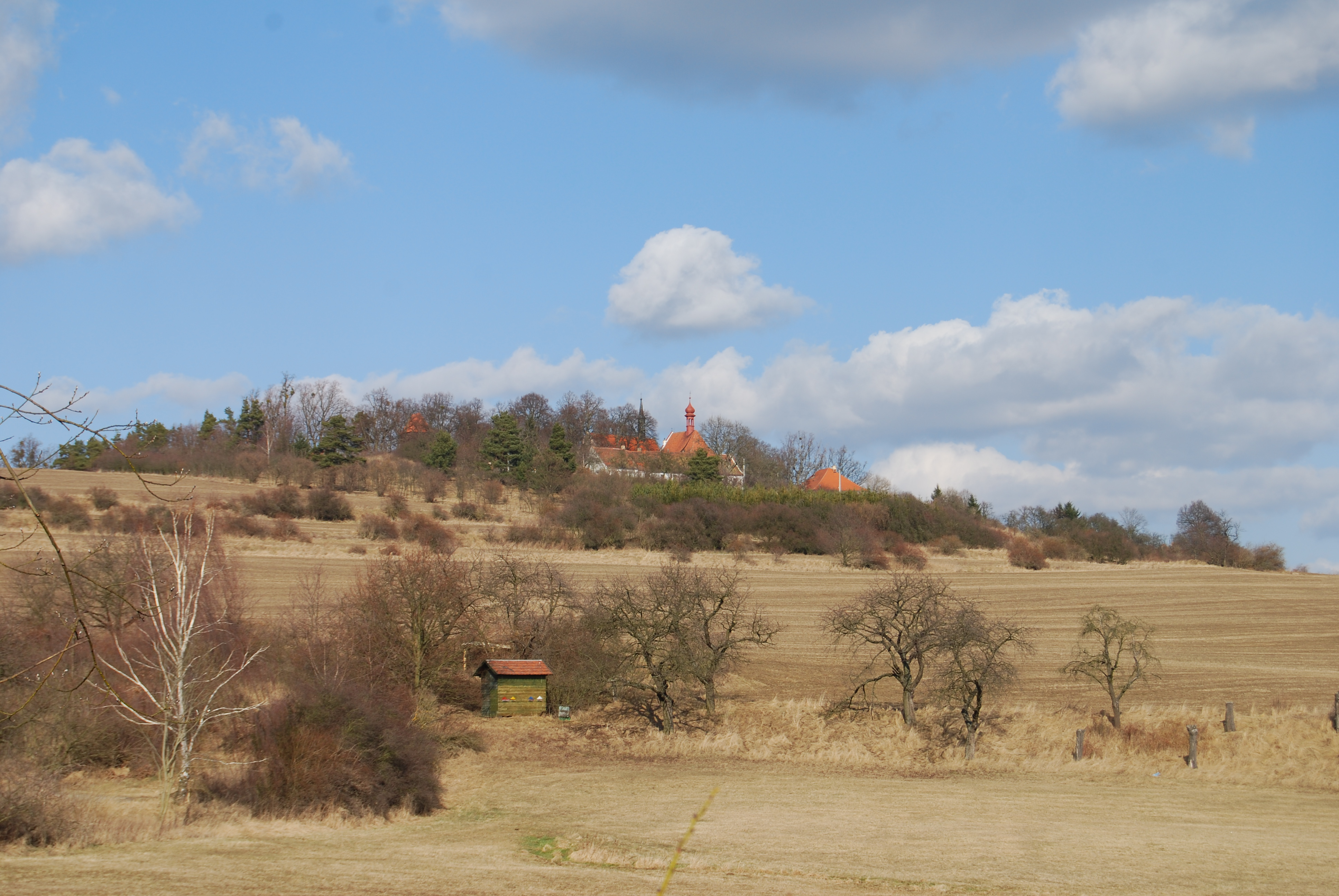
Pohled na kostel svatého Jakuba od Bošovic
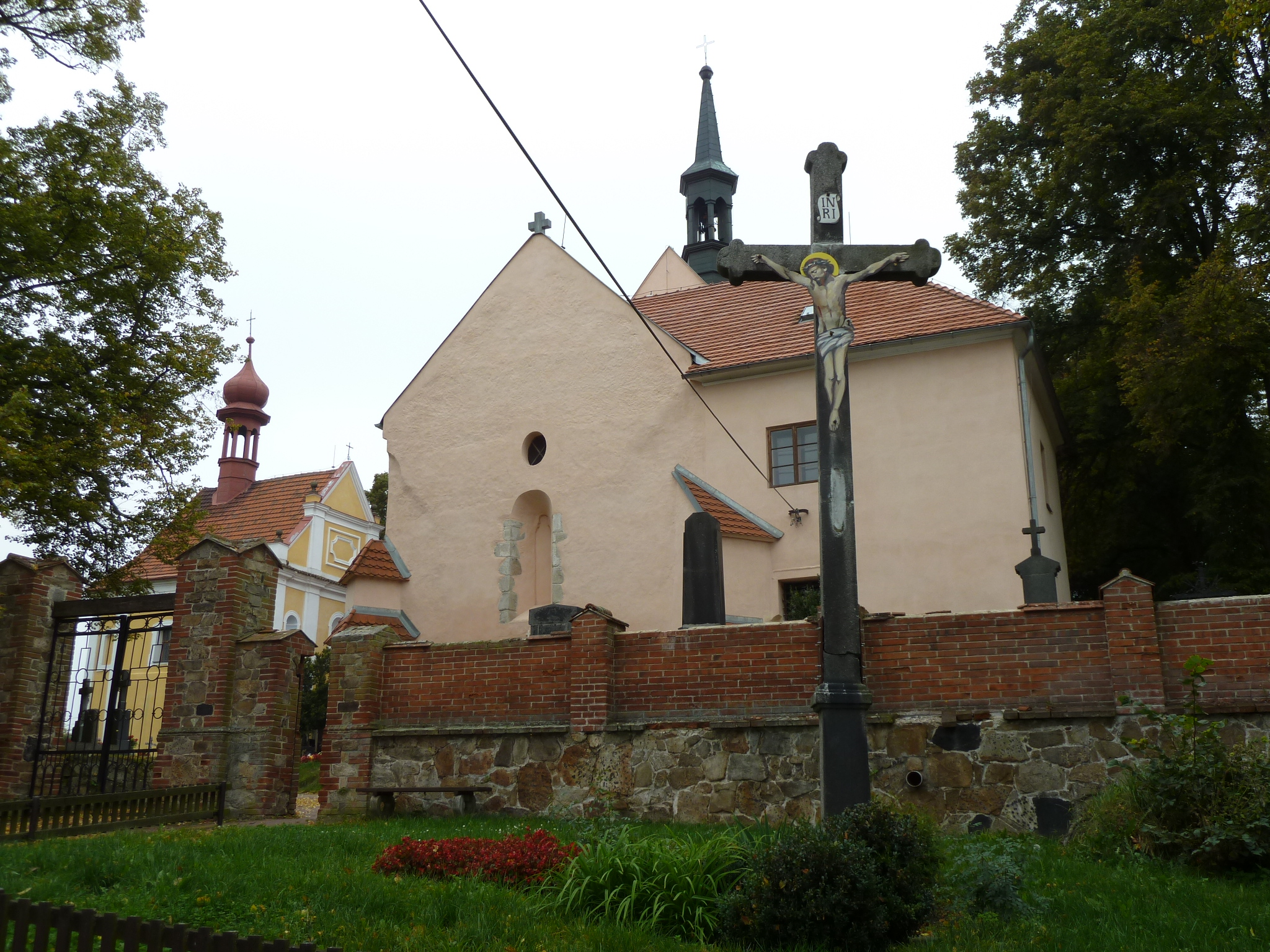
Kostel svatého Jakuba Většího
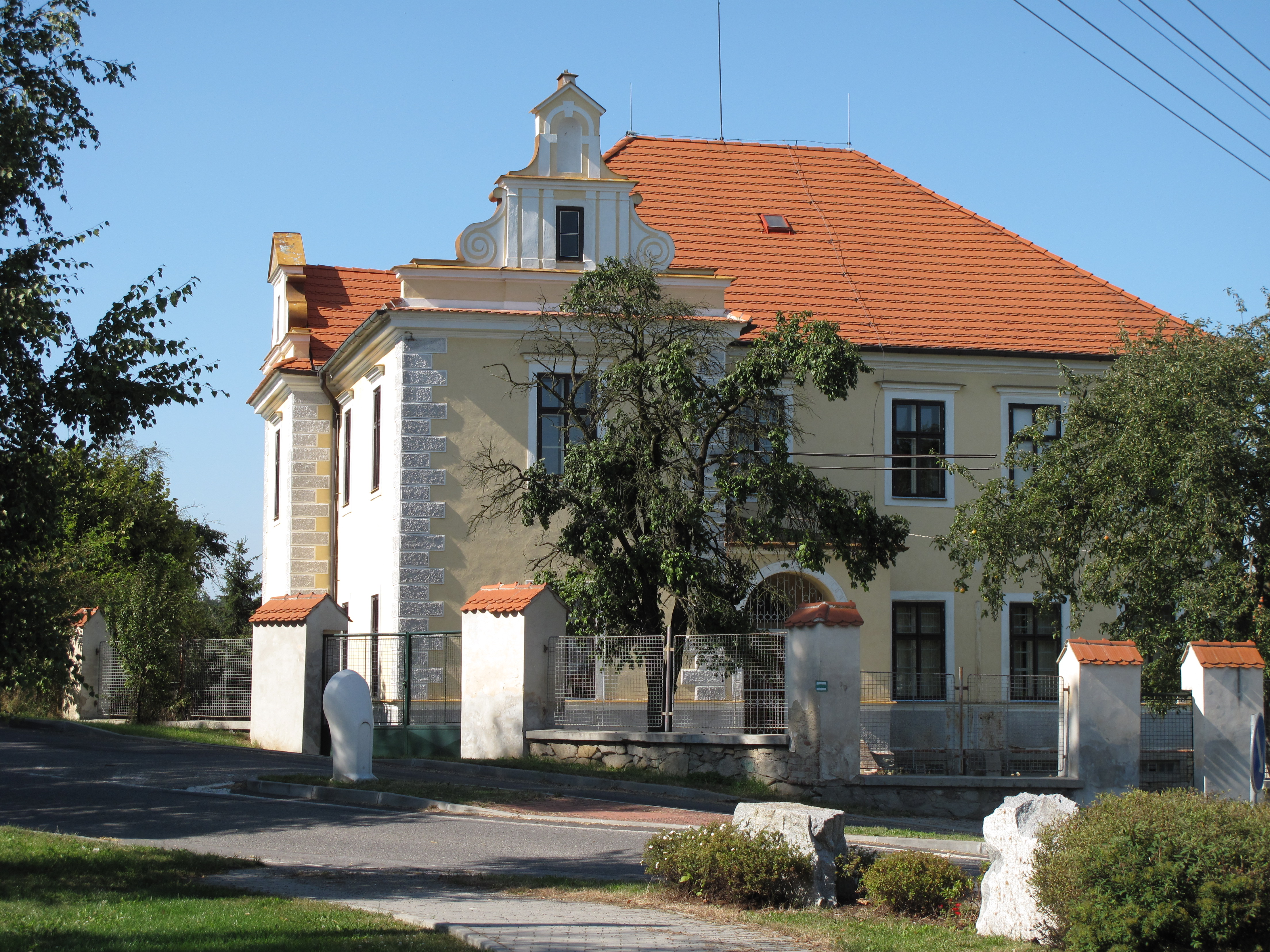
Bývalý klášter jeptišek
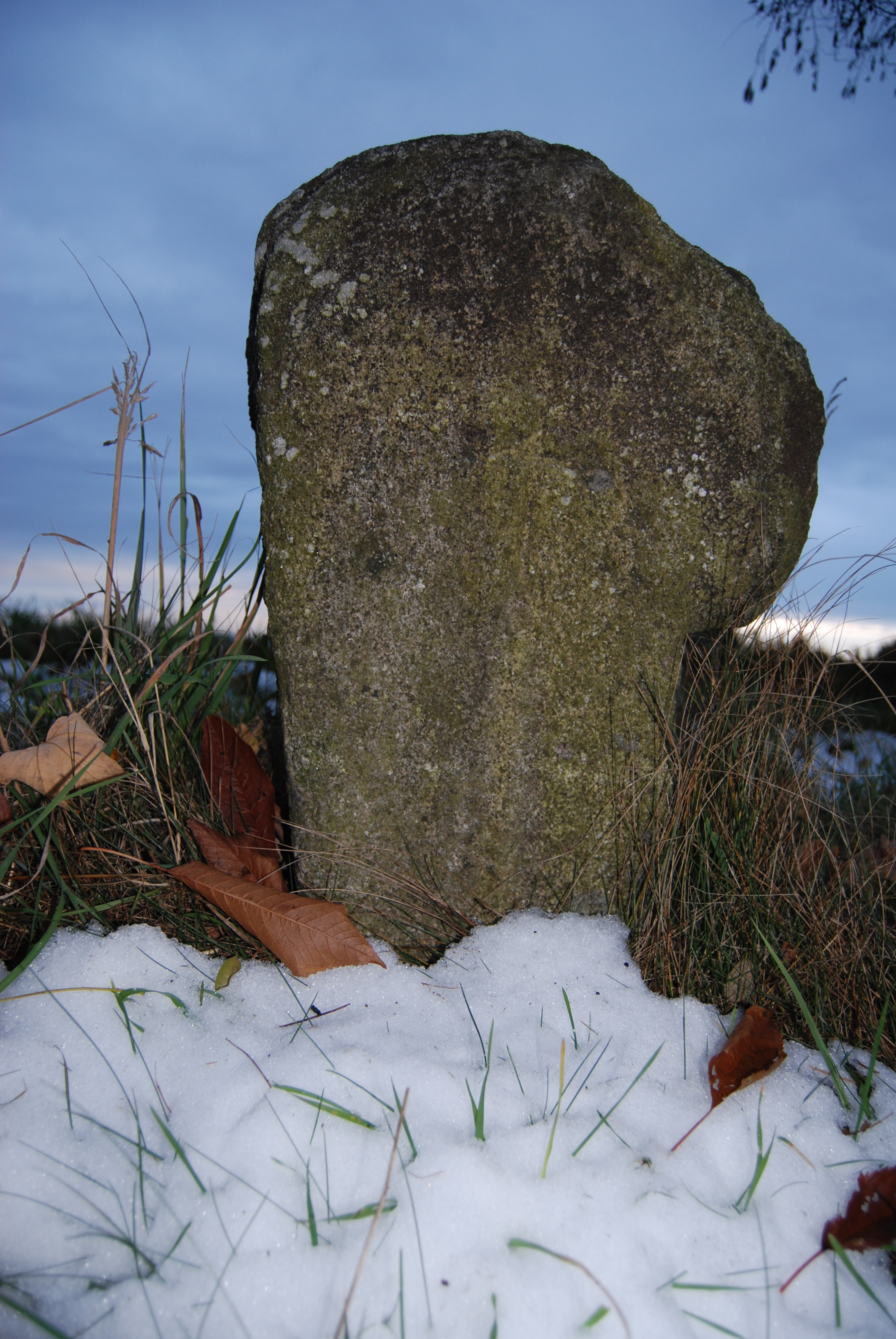
Smírčí kříž poblíž obce